# Волосово (Зубцовский район)
Во́лосово — деревня в Дорожаевском сельском поселении Зубцовского района Тверской области России. 
Находится в 2 километрах к северо-западу от села Дорожаево. К деревне ведет грунтовая дорога с деревянным мостом через реку Шо́ша. В деревне двенадцать домов. 

## История

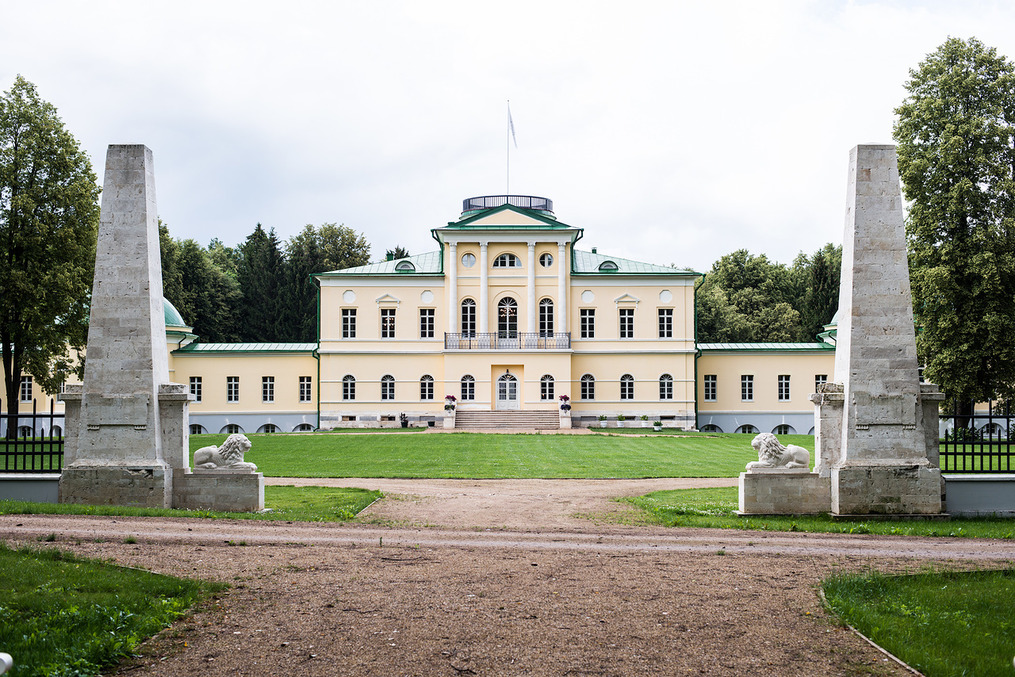
Главный въезд в усадьбу Степановское-Волосово

В конце XIX — начале XX века деревня входила в состав Дорожаевской волости Зубцовского уезда Тверской губернии. 
С 1929 года деревня входила в состав Дорожаевского сельсовета Погорельского района Ржевского округа Западной области, с 1935 года — в составе Калининской области, с 1960 года — в составе Зубцовского района, с 1994 года — в составе Дорожаевского сельского округа, с 2005 года — в составе Дорожаевского сельского поселения. 

## Население
| 1859 | 2002 | 2010 |
| ---- | ---- | ---- |
| 233  | ↘77  | ↘36  |

## Достопримечательности
Главной достопримечательностью является родовая усадьба князей Куракиных Степановское-Волосово.

## Ссылка
- Реестр административно-территориальных единиц и территориальных единиц Тверской области на 1.01.2010